# Andrzej Pilc
Andrzej Mikołaj Pilc (ur. 20 kwietnia 1948 w Łodzi) – polski neurofarmakolog  specjalizujący się w psychofarmakologii lęku i depresji. Związany z Instytutem Farmakologii im. Jerzego Maja Polskiej Akademii Nauk w Krakowie, gdzie jest profesorem. Autor ponad 500 publikacji, od wielu lat zajmujący się badaniami nad receptorami metabotropowymi glutaminianu. Do jego najważniejszych osiągnięć naukowych należy udział w odkryciu zwiększonej ekspresji receptorów GABA B pod wpływem leków przeciwdepresyjnych  oraz przeciwdepresyjnych i przeciwlękowych efektów antagonistów metabotropowych receptorów glutaminianergicznych mGluR5. W latach 1991–2019 kierownik Zakładu Neurobiologii Instytutu Farmakologii im. Jerzego Maja Polskiej Akademii Nauk w Krakowie, a w latach 1997–2019 kierownik Katedry Gospodarki Lekami Collegium Medicum Uniwersytetu Jagiellońskiego. Profesor nauk medycznych, członek korespondent Wydziału V Polskiej Akademii Nauk, członek czynny Wydziału Lekarskiego Polskiej Akademii Umiejętności (PAU). 

## Życiorys

### Wczesne lata
Urodził się w Łodzi jako syn Józefa Pilca i Barbary z Koźmińskich. Był prawnukiem Konstantego Walczaka, wybitnego łódzkiego fabrykanta , który był jednym z czterech właścicieli fabryk polskiego pochodzenia w mieście. Jego matka wyszła ponownie za mąż, a jego ojczymem był specjalista chorób wewnętrznych, dr Włodzimierz Honikman, pod wpływem którego zdecydował się na studia medyczne.

### Rozwój naukowy
W 1972 roku uzyskał tytuł lekarza. W 1977 roku obronił doktorat na Wydziale Lekarskim Akademii Medycznej w Łodzi pod kierunkiem profesora Czesława Maślińskiego. W 1987 roku uzyskał stopień doktora habilitowanego nauk medycznych w zakresie biologii medycznej na tym samym wydziale. W 1997 roku otrzymał tytuł profesora nauk medycznych.

### Zatrudnienie
W 1972 roku rozpoczął pracę w Zakładzie Amin Biogennych Polskiej Akademii Nauk w Łodzi, kierowanym przez profesora Czesława Maślińskiego. W latach 1975-1976 uczestniczył w 12-miesięcznym Międzynarodowym Kursie Kształcenia w zakresie Nowoczesnej Biologii w Biological Research Center, Węgierskiej Akademii Nauk w Szeged.
W 1979 roku dołączył do Instytutu Farmakologii PAN w Krakowie, pracując w Katedrze Biochemii kierowanej przez profesora Jerzego Vetulaniego. W 1982 roku odbył roczny staż podoktorski w firmie farmaceutycznej Synthelabo w Paryżu, gdzie pod kierunkiem dr Kennetha George'a Lloyda prowadził badania nad receptorami GABA B. W latach 1984-1985 pracował w University of Texas Medical School w Houston (Teksas, USA) jako członek zespołu badawczego kierowanego przez profesora Salvatora J. Enna.
W latach 1991–2019 pełnił funkcję kierownika Zakładu Neurobiologii w Instytucie Farmakologii im. Jerzego Maja PAN. W latach 1992–1994 był również zatrudniony jako adiunkt w Katedrze Farmakologii w Szkole Medycznej Uniwersytetu Kuwejckiego.
Od 1997 roku jest związany z Wydziałem Nauk o Zdrowiu Collegium Medicum Uniwersytetu Jagiellońskiego, gdzie w latach 1997–2019 pełnił funkcję kierownika Katedry Farmakologii.

### Praca naukowa
Podczas pracy w Katedrze Amin Biogennych jego badania koncentrowały się na wpływie histaminy na mózg. Współpracując z profesorem Jerzym Nowakiem, napisali szereg prac w tej tematyce . Jego późniejsza współpraca z profesorem Jerzym Vetulanim zaowocowała serią wpływowych publikacji. Te odkrycia doprowadziły do otrzymania przez profesora Jerzego Vetulaniego prestiżowej Nagrody im. Anny-Moniki w 1983 r., której część wykorzystał na osobiste wynagrodzenie dr Pilca kwotą równą czteroletniej pensji w tamtym czasie – w czasach komunizmu w Polsce średnia miesięczna pensja wynosiła około 20 dolarów. Podczas stażu podoktorskiego w Synthelabo w Paryżu opublikował prace na temat wpływu leków przeciwdepresyjnych i terapii elektrowstrząsowej na receptory metabotropowe kwasu γ-aminomasłowego (GABA), w szczególności receptory GABA B, które uważa się za odgrywające rolę w patofizjologii depresji . Podczas pobytu w Houston był współautorem badań wskazujących na udział receptorów α2-adrenergicznych w mechanizmie działania leków przeciwdepresyjnych.
W latach 90. XX wieku zainicjował badania nad receptorami metabotropowymi glutaminianu (mGluRs), przyczyniając się do odkrycia przeciwlękowego, przeciwdepresyjnego i przeciwparkinsonowskiego działania ligandów ukierunkowanych na te receptory.
Ostatnio jego badania skupiały się na wzmocnieniu działania przeciwdepresyjnego halucynogenów poprzez modulację ligandów mGluR. Jest na liście  2% najczęściej cytowanych naukowców na świecie zajmując 891. miejsce na 140 593 badaczy w dziedzinie farmakologii.

## Członkostwo w stowarzyszeniach i organizacjach naukowych
Aktywnie uczestniczył w licznych towarzystwach naukowych i komitetach. W latach 1995–2001 pełnił funkcję przewodniczącego Krakowskiego Oddziału Polskiego Towarzystwa Farmakologicznego, a w latach 2007–2010 był wiceprzewodniczącym Towarzystwa na szczeblu krajowym. Od 1994 roku jest członkiem Polskiego Towarzystwa Badań Układu Nerwowego (PTBUN). Jest w zarządzie polskiego Towarzystwa Badań nad Histaminą.
W latach 2003–2010 był członkiem Komitetu Neurobiologii Polskiej Akademii Nauk, a do 2007 roku członkiem Komitetu Nauk Fizjologicznych i Farmakologicznych Polskiej Akademii Nauk. W latach 2015–2018 zasiadał w Komitecie Nauki Polskiej Akademii Nauk.
Na arenie międzynarodowej jest członkiem Society for Neuroscience (SfN) w Stanach Zjednoczonych od 1986 r. oraz European College of Neuropsychopharmacology (ECNP) od 2006 r. 
W latach 2014–2020 przewodniczył Komitetowi Nauk o Życiu, Komitetu Oceny Jednostek Naukowych (KEJN).

## Nagrody
Otrzymał wiele prestiżowych nagród w trakcie swojej kariery. W 2003 roku został uhonorowany Nagrodą im. Tadeusza Browicza Wydziału Nauk Medycznych PAU. W 2008 roku otrzymał Nagrodę im. Jędrzeja Śniadeckiego Wydziału Nauk Medycznych PAN, a w 2019 roku Medal im. Jędrzeja Śniadeckiego. W 2004 roku został odznaczony Złotym Krzyżem Zasługi. Uznany za najlepszego naukowca z Polski w dziedzinie medycyny według rankingu Top Medicine Scientists w 2022 roku.

## Zainteresowania

### Wspinaczka
Jest pasjonatem wspinaczki górskiej i wspinał się w różnych pasmach górskich na całym świecie, w tym w Tatrach, Alpach, Górach Irańskich, Górach Skalistych, Górach Alaski, Australii, Himalajach i Karakorum.

### Naukometria
Znany jest także ze swojej pracy w dziedzinie naukometrii, zwłaszcza jako twórca pierwszego rankingu polskich naukowców opartego na indeksach cytowań.

## Wybrane publikacje
• Tatarczyńska, E., Kłodzińska, A., Chojnacka-Wójcik, E., Pałucha, A., Gasparini, F., Kuhn, R., Pilc, A. Potential anxiolytic- and antidepressant-like effects of MPEP, a potent, selective and systemically active mGlu5 receptor antagonist. British Journal of Pharmacology, 2001, 132 (7), pp. 1423-1430. Liczba cytowań 303.
• Nowak, G., Siwek, M., Dudek, D., Zieba, A., Pilc, A. Effect of zinc supplementation on antidepressant therapy in unipolar depression: A preliminary placebo-controlled study. Polish Journal of Pharmacology, 2003, 55 (6), pp. 1143-1147. Liczba cytowań 212.
• Palucha, A., Pilc, A. Metabotropic glutamate receptor ligands as possible anxiolytic and antidepressant drugs Pharmacology and Therapeutics, 2007, 115 (1), pp. 116-147. Liczba cytowań 202.
• Lloyd, K.G., Thuret, F., Pilc, A. Upregulation of γ-aminobutyric acid (GABA) B binding sites in rat frontal cortex: A common action of repeated administration of different classes of antidepressants and electroshock. Journal of Pharmacology and Experimental Therapeutics, 1985, 235 (1), pp. 191-199. Liczba cytowań 200.
• Pilc, A., Kłodzińska, A., Brański, P., Nowak, G., Pałucha, A., Szewczyk, B., Tatarczyńska, E., Chojnacka-Wójcik, E., Wierońska, J.M. Multiple MPEP administrations evoke anxiolytic- and antidepressant-like effects in rats. Neuropharmacology, 2002, 43 (2), pp. 181-187. Liczba cytowań 152.
• Pilc, A., Chaki, S., Nowak, G., Witkin, J.M. Mood disorders: Regulation by metabotropic glutamate receptors. Biochemical Pharmacology, 2008, 75 (5), pp. 997-1006. Liczba cytowań 151.
• Palucha, A., Klak, K., Branski, P., Van Der Putten, H., Flor, P.J., Pilc, A. Activation of the mGlu7 receptor elicits antidepressant-like effects in mice. Psychopharmacology, 2007, 194 (4), pp. 555-562. Liczba cytowań 137.
• Pałucha, A., Tatarczyńska, E., Brański, P., Szewczyk, B., Wierońska, J.M., Kłak, K., Chojnacka-Wójcik, E., Nowak, G., Pilc, A. Group III mGlu receptor agonists produce anxiolytic- and antidepressant-like effects after central administration in rats. Neuropharmacology, 2004, 46 (2), pp. 151-159. Liczba cytowań 133.
• Pilc, A., Wierońska, J.M., Skolnick, P. Glutamate-based antidepressants: Preclinical psychopharmacology. Biological Psychiatry, 2013, 73 (12), pp. 1125-1132. Liczba cytowań 106.
• Vetulani, J., Lebrecht, U., Pilc, A. Enhancement of responsiveness of the central serotonergic system and serotonin-2 receptor density in rat frontal cortex by electroconvulsive treatment. European Journal of Pharmacology, 1981, 76 (1), pp. 81-85. Liczba cytowań 100.